# Parler
Parler (en francès parler i que significa literalment "parlar") és un servei de microblogging i de xarxes socials amb seu als Estats Units d'Amèrica que va sorgir l'agost de 2018. Aquest lloc web ha estat descrit com una alternativa de Twitter i és molt popular entre aquells usuaris que han estat exclosos de les principals xarxes socials o bé que s'oposen a les polítiques de moderació establertes per aquestes. Entre els membres adherits a aquest servei destaca la presència de simpatitzants de Donald Trump i de partidaris conservadors i nacionalistes de l'Aràbia Saudita.
La plataforma Parler es defineix a si mateixa com un servei que permet la lliure expressió i que ofereix una alternativa imparcial per a les principals xarxes socials com ara Twitter o Facebook. De totes maneres, periodistes i usuaris de la mateixa plataforma digital han criticat el lloc web per a oferir més restriccions de les que esmenta l'empresa, que, en algunes ocasions, fins i tot són majors que les dels seus competidors.
El juliol de 2020 Parler disposava de 2,8 milions d'usuaris arreu del món, molts dels quals s'uniren a mitjans del mateix any 2020.

## Història
Parler va ser fundada per a John Matze i Jared Thomson a la ciutat nord-americana de Henderson, Nevada, l'any 2018. Matze en fou el director executiu i Thomson exercí el càrrec de director de tecnologia. Ambdós creadors van ser alumnes del programa d'informàtica de la Universitat de Denver, de la mateixa manera que ho foren molts dels membres del personal superior de l'empresa.
Parler s'inaugurà l'agost de 2018, i el maig de 2019 la seva base ja havia crescut fins als 100.000 usuaris. Aquest augment notable i immediat de popularitat va ser conseqüència d'un tuit realitzat per a l'activista estatunidenca conservadora Candance Owens el desembre de 2018, que va atraure un total de 40.000 d'aquests 100.000 usuaris al lloc web, fet que va generar el col·lapse de la plataforma. Parler, de totes maneres, també havia atret algunes personalitats nord-americanes republicanes, inclosos l'exgerent de la campanya electoral de Donald Trump Brad Parscale, el senador d'Utah Mike Lee i l'advocat del mateix Donald Trump Rudy Giuliani, entre altres individus que havien estat exclosos de diverses xarxes socials com ara activistes d'extrema dreta i els comentaristes Gavin McInees, Laura Loomer i Milo Yiannopoulos. Per aquest motiu, l'empresa Reuters, mesos després, afirmà que Parler havia estat "principalment un lloc web per a partidaris del president dels Estats Units d'Amèrica, Donald Trump" fins al juny de 2019. En resposta al comentari, John Matze defensà que, malgrat tenir una idea inicial de configurar Parler com una plataforma bipartidista, el lloc web havia concentrat els seus esforços en realitzar màrqueting per als partits republicans en detectar-hi una major afluència de simpatitzants.
El juny de 2019 Parler publicà que la seva base d'usuaris s'havia doblat vertiginosament com a resultat de l'enregistrament a la plataforma d'un total de 200.000 comptes des de l'Aràbia Saudita. La majoria d'aquests nous usuaris resultaren ser partidaris del controvertit príncep hereu de l'Aràbia Saudita, Mohammed bin Salman, que havien esborrat els seus comptes de Twitter declarant que estaven experimentant censura. Malgrat que Twitter no va arribar mai a reconèixer l'eliminació de les publicacions dels usuaris saudites, la companyia va declarar haver desactivat prèviament centenars de comptes que donaven suport al govern de l'Aràbia Saudita, descrites per la plataforma com a "inautèntiques", ja que "impulsaven l'agenda del govern de l'Aràbia Saudita". L'afluència creixent de nous perfils a Parler va generar algunes interrupcions al servei, que en algunes ocasions deixaren el lloc web inutilitzable. Parler va descriure aquests nous comptes saudites com a part del "moviment nacionalista del Regne de l'Aràbia Saudita" i va animar a altres usuaris a donar-los la benvinguda a la plataforma. Fins i tot, algunes personalitats saudites van tuitejar el hashtag #MAGA juntament amb les fotos del president Donald Trump amb la família real saudita per a procurar guanyar-se el favor de la base d'usuaris d'extrema dreta i de la base d'usuaris partidària al president nord-americà. Els nous perfils saudites van rebre una recepció mixta: alguns els donaren la benvinguda, altres compartiren comentaris islamofòbics i altres expressaren la seva creençaa que els nous comptes eren bots.
Parler va experimentar un nou augment de subscriptors l'any 2020, ja que el maig d'aquell mateix any Twitter va generar molta indignació entre els partidaris del president Donald Trump en etiquetar alguns dels seus tuits sobre les butlletes electorals enviades per correu durant les eleccions de 2020 com a "potencialment enganyosos" i un tuit amb relació a les protestes en contra de la mort de George Floyd com a "glorificant la violència". Com a resposta, Parler va publicar una "Declaració d'Indepèndencia d'Internet" seguint el model de la Declaració d'Independència dels Estats Units i començà a usar el hashtag #Twexit (una referència al Brèxit). En descriure Twitter com a "un tirà tecnològic" que censurava els conservadors, la campanya va aconseguir que els usuaris de Twitter es passessin a Parler. D'aquesta manera, el comentarista conservador Dan Bongino va anunciar, el 16 de juny d'aquell mateix any, que havia comprat una "participació de propietat" a Parler en un esforç per a "lluitar contra els tirans tecnològics" de Twitter i Facebook. El 18 de juny de 2020, Brad Parscale també donà suport a Parler en un tuit en què escrivia: "Hola @twitter, els seus dies estan comptats" i afegia una captura de pantalla d'un tuit del president Donald Trump marcat com a mitjà manipulat.
El 19 de juny, Katie Hopkins, una controvertida presentadora anglesa dels mitjans de comunicació de dretes, va ser eliminada permanentment de Twitter per a violar-ne les polítiques de "conducta d'odi". Un compte que declarà com a propi aparagué poc després a Parler i fou validat ràpidament. Després d'obtenir 500 dòlars en donacions sol·licitades als usuaris de Parler per a demandar Twitter, però, Parler en va eliminar l'usuari, ja que un compte de Twitter afiliat al grup activista Anonymous es va atribuir la responsabilitat de l'acció afirmant que havien suplantat la identitat de Hopkins el 20 de juny i que els diners serien donats al moviment Black Lives Matter, del qual Hopkins se n'havia burlat obertament. Així doncs, Parler va reconèixer que el compte havia estat "verificat incorrectament per a un treballador", i el mateix John Matze es disculpà públicament. El mateix 20 de juny, Katie Hopkins es va unir a Parler verdaderament, i Matze en verificà el compte personalment. Aquest incident va cridar l'atenció als habitants del Regne Unit i, poc després, el 23 de juny, 13 diputats britànics es van unir a la plataforma, fet que alguns activistes conservadors i de dretes britànics van recolzar a través de Twitter.
El 24 de juny de 2020, el diari The Wall Street Journal informà que la campanya de Donald Trump buscava alternatives a les xarxes socials per a suplantar aquelles que havien restringit les seves publicacions i la seva publicitat, i que s'estava considerant l'opció de Parler. De la mateixa manera, el senador de Texas Ted Cruz publicà un vídeo a YouTube el 25 de juny en què denunciava altres plataformes per a "silenciar a aquells amb qui no estaven d'acord" i anuncià que estava "orgullós d'unir-se a Parler". Altres figures predominantment republicanes i conservadores també s'uniren a Parler al juny, incloent-hi el representant d'Ohio Jim Jordan, la membre de la Cambra de Representants dels Estats Units de Nova York Elise Stefanik i l'exambaixadora de la ONU Nikki Haley.
El president de la dreta brasilera Jair Bolsonaro es creà un compte a Parler el 13 de juliol de 2020 i, aquell mateix mes, el seu fill Flávio Bolsonaro donà suport a Parler a través de Twitter. Com a resultat del seu interès per a la plataforma, Parler experimentà una gran onada de registres immediatament. Com informà Bloomberg News el 15 de juliol de 2020, en aquella data els usuaris brasilers de Parler ja representaven més de la meitat dels registres fets a la plataforma aquell mes. Segons Alexa Internet, el 5 d'agost de 2020, el 15,7% dels visitants de Parler durant els 30 dies anteriors procedien del Brasil. Convé destacar que Twitter havia eliminat algunes publicacions del president Jair Bolsonaro el març de 2020 per a violar les regles de difusió de continguts relacionats amb la pandèmia de la Covid-19.

## Popularitat
En l'última setmana de juny de 2020 s'estimà que l'aplicació tenia més de 1,5 milions de visites diàries. El 26 de juny, Parler va ser l'aplicació més popular a l'App Store en la categoria de notícies d'Apple i la vint-i-quatrena en general. De la mateixa manera, aconseguí posicionar-se entre les cinc millors aplicacions gratuïtes de Google Play Store. El 15 de juliol de 2020, Parler ja disposava de 2,8 milions de comptes i s'havia descarregat 2,5 milions de vegades, quasi la meitat de les quals s'havien realitzat el juny.
Malgrat la gran onada de registres inicials, actualment molts mitjans de comunicació han expressat els seus dubtes envers la popularitat de Parler. Segons la plataforma TheWrap, després de diverses setmanes experimentant 700.000 descàrregues setmanals, aquestes havien baixat fins a les 100.000 a mitjans de juliol. Bloomberg News també afirmà que les descàrregues de l'aplicació havien disminuït considerablement després de la popularitat inicial i va descriure les descàrregues del juny com una "petita fracció" en comparació a les vinculades a TikTok, que rebia desenes de milions de descàrregues per mes. A més, malgrat que la base d'usuaris de Parler va créixer molt especialment a mitjans de 2020, continuava essent molt inferior a la dels seus competidors, ja que, el juliol de 2020, Twitter tenia 300 milions de comptes actius i Facebook en tenia 2.600 milions, en comparació als 2,8 milions de Parler. Slate va escriure, amb relació a aquest comportament, que les xarxes socials alternatives com ara Parler "normalment […] simplement no creixen tant".
Malgrat que algunes figures d'alt perfil s'han creat un compte a Parler, moltes es mantenen més actives i tenen una major base de seguidors en altres plataformes digitals. Amb relació a aquest fet, Mic es qüestionà quant de temps duraria el pic de popularitat de Parler, citant com a obstacles la dificultat que grans seguidors de Twitter decidissin migrar cap a un nou servei. The Daily Beast va assenyalar el juliol de 2020 que molts conservadors d'alt perfil que havien obert comptes a Parler el mes anterior havien deixat d'usar-los des de llavors, mentre que es mantenien actius en altres xarxes socials. D'aquesta manera, algunes persones han descrit Parler com una còpia de seguretat en cas que Twitter els bloquegi el perfil personal.

## Contingut i base d'usuaris
Parler disposa d'una base d'usuaris significativa de conservadors i partidaris de Donald Trump. Per tant, els seus continguts destaquen per a ser de dretes, d'extrema dreta i antifeministes. A més, la plataforma inclou contingut islamofòbic, malgrat disposar d'una base d'usuaris nacionalistes de l'Aràbia Saudita que donen suport al príncep hereu, Mohammed bin Salman. També, tan The Independent com The Forward han informat sobre la presència de contingut antisemita i de teories conspiratòries en el lloc web. Amb relació a aquestes acusacions, John Matze afirmà que no estava al corrent del contingut antisemita a Parler, però que no li sorprenia en absolut. El creador de la plataforma s'excusà declarant que eliminar el contingut d'odi només radicalitzaria a la gent, que defenseria: "si vols lluitar contra els punts de vista d'aquestes persones, haureu d'estar al descobert [...]. No obliguis a aquestes persones a anar als racons d'Internet on només es podrà demostrar que estan equivocades". La politòloga Alison Dagnes expresà en relació al posicionament de Parler que "no crec que es pugui tenir ambdues coses [...]. No existeix el discurs d'odi civilitzat". De la mateixa manera, l'expert en moviments extremistes Chip Berlet digué: "Crec que està ple d'aquestes coses [...]. Crec que sap exactament el que està creant [referint-se a John Matze], està animant a les persones que bàsicament no els agraden altres persones del país [...]. Així és, aquest és un espai per a que la gent es contagii de la seva pròpia ignorància".
Parler, des del seu inici, ha servit de caixa de ressonància per al contingut d'extrema dreta i de suport a Donald Tump, d'acord amb The Independent, New Statesman i Fast Company. A mitjans de 2020, Jack Posobiec, corresponsal de la pro-Donald Trump OANN i exdefensor de la teoria conspiratòria de la Pizzagate, comparà el servei de Parler amb una concentració en suport a Donald Trump tot dient que Parler no disposava de "l'energia" que transmetia Twitter oferint diferents punts de vista. Quasi al mateix temps, l'investigador i professor de moviments extremistes Amarnath Amarasingam afirmà amb relació a Parler que "parlar amb tu mateix a través dels llocs obscurs d'Internet en realitat no és tan satisfactori", i que era escèptic que Parler animés a l'extrema dreta sense usuaris d'esquerres amb els quals poder-hi interactuar i enfrontar-s'hi. Per aquest motiu, el juny de 2020, John Matze exposà que volia veure més debats a la plataforma i oferí una "recompensa progressiva" de 10.000 dòlars als experts liberals amb menys de 50.000 seguidors a Twitter o Facebook per a què s'unissin al lloc web. En no rebre cap comprador, va augmentar la quantitat fins als 20.000 dòlars.
Convé destacar que Parler es refereix als usuaris del seu servei com a Parleyers i que és una de les moltes plataformes de xarxes socials alternatives, que inclouen Minds, MeWe, Gab i BitChute, molt populars entre les persones excloses dels serveis principals com ara Twitter, Facebook, YouTube, Reddit i Instagram. Per aquest motiu, Deen Freelon i els seus col·laboradors escrigueren a Science que Parler es caracteritza per a ser una plataforma tecnològica alternativa que està "dedicada a la comunitat de dretes", i l'anomenà juntament amb 4chan, 8chan, BitChute i Gab. Indicà, també, llocs web alternatius més ideològicament neutres, com ara Discord i Telegram.

## Aspecte i característiques
Parler és un servei de microblogging considerat tan un lloc web com una aplicació. Originalment, el nom estava destinat a pronunciar-se en francès, però sovint es pronuncia com la paraula anglesa "parlor". Està disponible tan a Apple App Store com a Google Play Store. Els usuaris que es registren per a obtenir un compte poden seguir-ne d'altres. A diferència de Twitter, el feed de les publicacions, anomenades Parleys o Parlays, apareixen a l'usuari cronològicament i no a partir d'un procés de selecció basat en algoritmes. Les converses estan limitades a 1.000 caràcters de longitud i els usuaris poden "votar" les publicacions dels usuaris que segueixen, funcions que s'han comparat amb els "m'agrada" i els "retweet" de Twitter. La plataforma també incorpora una funció de missatgeria directa que permet als usuaris comunicar-se de manera privada entre ells. Les figures públiques es verifiquen a l'aplicació mitjançant una insígnia daurada i els comptes de paròdia s'identifiquen amb una insígnia violeta. Qualsevol que verifiqui la seva identitat tot proporcionant una identificació amb una fotografia emesa pel govern durant el seu registre s'identifica amb una insígnia vermella.
El juny de 2020, Parler va ser descrita per a Forbes com "un Twitter bàsic". El mateix mes, Fast Company va escriure que Parler estava "ben dissenyada i organitzada", assenyalant també la seva aparença similar a Twitter. The Conversation va descriure el servei com una plataforma "molt semblant a Twitter en aparença i funció, malgrat ser més simple". Jacob Wohl, un teòric de la conspiració d'extrema dreta que va dir que faria servir la plataforma després que fos expulsat d'Instagram i Facebook, va criticar l'experiència de l'usuari al lloc web el setembre de 2020, tot dient: "els seus mitjans tècnics són atroços, Parler tot just funciona, és un lloc web i una aplicació que encaixaria perfectament, aproximadament al 2006. És realment dolent ".

### Contingut i moderació
Parler es descriu a si mateixa com una plataforma de llibertat d'expressió, i els seus fundadors han proclamat que el lloc web s'involucra amb una moderació mínima en les publicacions dels seus subscriptors, de la mateixa manera que no verifiquen el seu contingut de la plataforma. També han aclarat que permetran que es publiquin informacions que hagin estat eliminades o marcades com a informació errònia en altres xarxes socials com ara Twitter. A més, el director executiu de Parler, John Matze, va afirmar en una entrevista a la CNBC el 27 de juny de 2020: "som una plaça comunitària, una plaça oberta, sense censura [...]. Si pots dir-ho al carrer de Nova York, pots dir-ho a Parler ".
No obstant això, la plataforma ha estat criticada per a certs usuaris, els quals creuen que les seves polítiques de contingut són més restrictives de les que descriu la companyia i, a vegades, fins i tot, més restrictives que les de les principals plataformes de xarxes socials. Les pautes del lloc web de Parler no permeten, per exemple, pujar-hi continguts que incloguin pornografia, obscenitat, indecència, xantatge, suport al a terrorisme o falsos rumors o bé que promoguin la marihuana. Per altra banda, Parler defensa que la seva política es basa en les posicions de la Comissió Federal de Comunicacions dels Estats Units (FCC) i de la Cort Suprema, malgrat que Gizmodo hagi descrit això com una declaració "absurda", assenyalant que la FCC només modera les ones públiques, no el contingut d'Internet, i que algunes de les normes de Parler són més restrictives que les restriccions imposades per la FCC o per la Cort Suprema.
El 30 de juny de 2020, després que Parler prohibís una sèrie de comptes, Matze va compartir una publicació en el lloc web en què es descrivien algunes de les noves normes de la plataforma, entre les quals en destacà una que demanava als usuaris no publicar fotos de femta, fet que va ser descrit per a The Independent com a "estrany". Slate i Gizmodo també van esmentar que la resposta principal a la publicació de Matze indicava "Twitter permet quatre de les cinc coses que Parler censura". Algunes de les clàusules de l'acord d'usuari de Parler, a més, van ser criticades com a "inusuals" i aparentment contradictòries amb la seva missió, ja que s'hi exposava que Parler podia eliminar contingut i comptes d'usuaris "en qualsevol moment i per a qualsevol motiu o sense motiu ". A més, TheDaily Dot va informar el 30 de juny de 2020 que Parler havia estat prohibint els comptes de subscriptors d'esquerres, inclosos els comptes de paròdia i els que criticaven a Parler. Newsweek també va escriure, amb relació a aquests comptes, que aquests mateixos havien estat vetats en el servei, ja que alguns semblaven haver estat provant intencionalment fins on arribaven els límits de l'esperit de llibertat d'expressió del lloc web. Per exemple, The Washington Post va descriure el cas d'un usuari a qui havien eliminat la subscripció per haver-se encarat a les normes de Parler publicant una foto "que alguns podrien considerar explícita". Per altra banda, Mic va afirmar que Parler havia utilitzat la informació personal dels seus usuaris proporcionada durant el seu registre per a prohibir l'entrada al lloc web dels que havien estat identificats com a "adolescents esquerrans". A més, Will Duffield, de l'Institut Cato, va escriure que Matze aparentment també havia instituït una prohibició total sobre els partidaris de l'antifa.
Amb relació a aquestes acusacions, Matze va declarar a The Washington Post que no veia les pautes de la web de Parler com a contradictòries pel que feia a la llibertat d'expressió. Per altra banda, però, en una entrevista a la CNSNews el 5 d'agost de 2020, Matze va reconèixer que les pautes de la plataforma eren "realment incòmodes" i va afegir que estaven essent revisades per un advocat. També va explicar que Parler mai prohibiria el discurs d'odi, dient que l'empresa "es nega a prohibir a la gent una cosa tan arbitrari que no es pot definir". De totes maneres, el juliol de 2020 Parler tenia un equip de 200 moderadors voluntaris i, poc després, es va anunciar a Fortune que l'empresa volia expandir l'equip de moderació als 1.000 voluntaris.

### Registre i verificació
Crear un compte i utilitzar Parler és gratuït. El registre, però, requereix tan d'una adreça de correu electrònic com d'un número de telèfon mòbil. En el moment de registrar-se, a més, els usuaris tenen l'opció de proporcionar una foto seva o bé un escaneig de l'anvers i el revers de la seva identificació personal amb una foto emesa pel govern per tal que Parler verifiqui el seu compte. Els usuaris individuals poden configurar el seu compte per veure només Parleys d'altres usuaris verificats, si així ho desitgen. Segons Matze, el propòsit de la funció de verificació és permetre als usuaris minimitzar el seu contacte amb els trolls.
Segons Matze, a més, els escanejos de documents d'identificació enviats pels usuaris que opten a verificar els seus comptes es destrueixen després d'aquesta verificació. No obstant això, s'han generat teories de conspiració sobre la retenció i l'ús de la informació d'aquests usuaris en el mateix lloc web.

## Negocis i finances
El juny de 2020, Parler va ser finançada per àngels inversors. En una entrevista del 27 de juny de 2020 amb la CNBC, John Matze va afirmar que s'estava plantejant una ronda institucional de finançament aviat, encara que va expressar la seva preocupació que els capitalismes de risc no estiguessin interessats en finançar l'empresa a causa de les seves diferències ideològiques. Fortune va escriure el juny de 2020 que la companyia planejava afegir publicitat al lloc web pròximament. A més, actualment, també s'estan plantejant generar ingressos basats en un esquema d'aparellament d'anuncis mitjançant el qual les empreses s'emparellarien amb persones influents a Parler per a publicar-ne contingut patrocinat, i Parler recaptaria un percentatge de diners de cada contracte. Slate, però, n'ha qüestionat el model de negoci, ja que el pla de la plataforma de dependre dels ingressos publicitaris "sembla lluny de ser infal·lible" donats els boicots publicitaris que va experimentar Facebook el 2020 per part d'algunes grans marques que es van oposar al contingut d'odi de la web.
El juny de 2020, Parler tenia 30 treballadors i l'empresa no va revelar la identitat dels seus propietaris. De totes maneres, però, Dan Bongino va anunciar públicament el 2020 que ell mateix havia comprat una "participació de propietat" per a un valor no especificat.
John Matze declarà en una entrevista del 29 de juny de 2020 que el negoci no era rendible.